# 新垣世璋
新垣 世璋（あらかき せいしょう、1840年 - 1920年）は、琉球王国末期から明治期にかけて活躍した唐手（現・空手）家であり、那覇手の大家である。

## 経歴
新垣世璋は、1840年（天保11年）那覇東若狭町に生まれた。あだ名は「猫（マヤー）・新垣」もしくは「新垣小（グヮー）」と言い、位階は親雲上であった。従って、新垣の正式な呼び名は、新垣親雲上世璋である。新垣家は久米村出身ではないが、子供の頃より久米村に通って勉強していたため、久米村に友人が多かった。唐手（とうで）は鄭氏屋部親雲上（元の外間）に師事した。
新垣は、1867年（慶応3年）、首里崎山にあった王家別邸・御茶屋御殿で開催された冊封終了の祝賀会で、十三歩、ちしやうきん、交手（組手）などを演武しており（ウンスーを演武したとの記録もある）当時すでに名の知れた唐手家であった事が覗える。また、同年、新垣は尚泰王の進貢使随員（正使・毛文彩）として、北京へ渡ったという説がある。
廃藩置県後の新垣の生活がどのようなものであったのかは、あまり知られていない。新垣世璋の弟子は判然としないが、富村筑登之親雲上や東恩納寛量が新垣に師事したとする説がある。
新垣派の型とされるものに、ニーセーシ（二十四歩）、ウンスー（雲手）、ソーチン(壮鎮)があり、本土では摩文仁賢和の糸東流等に伝承されている。沖縄では、宮城長順の弟子・喜納正興（剛柔流）が「私は長順先生に首里手も習うよう勧められたので、本部のウメー先生から雲手の型を教えていただきました」と語っており、本部朝勇のウンスーが剛柔流の一部道場で伝承されている。
近年の研究によりニーセーシは国吉真吉から中村茂、チソウチンは国吉から中村平三郎に伝承された事が確認されている。また、チソウチンは中村平三郎の動画により糸東流のソウチンとほぼ同じ手順である事が明らかになった。しかし、これらの型は国吉真吉からの伝承であり国吉は崎山喜徳から唐手を習ったとの事から新垣との繋がりは定かではない。